# Universidad Privada Autónoma del Sur

## Facultades y programas
| Facultad                                       | Programa |
| ---------------------------------------------- | -------- |
| Facultad de Ciencias Económico Empresariales   |          |
| Administración de Negocios                     |          |
| Contabilidad                                   |          |
| Facultad de Ingeniería y Computación           |          |
| Ingeniería Electrónica y de Telecomunicaciones |          |
| Ciencia de la Computación                      |          |
| Ingeniería Industrial                          |          |
| Ingeniería Civil                               |          |
| Facultad de Derecho                            |          |
| Derecho                                        |          |
| Facultad de Ciencias Humanas                   |          |
| Educación                                      |          |
| Psicología                                     |          |